# NK Ćeralije
NK Ćeralije je nogometni klub iz Ćeralija.
Trenutačno se natječe u 2. ŽNL Virovitičko-podravskoj Istok.